# Trianon Palace Versailles
Pour les articles homonymes, voir Trianon (homonymie).
Le Trianon Palace est un établissement hôtelier à Versailles, entouré d'un parc arboré de 3 hectares, qui rassemble un hôtel construit en 1910 en style néoclassique, communiquant avec un bâtiment de style plus contemporain, le « Pavillon du Trianon », ajouté au début des années 1990.
L’établissement est situé au nord du château de Versailles, au 1 boulevard de la Reine, en bordure du parc de Versailles et du domaine de Trianon. Les deux bâtiments (le « Palace » et le « Pavillon ») offrent 199 chambres et suites, plusieurs restaurants (dont un étoilé : le « Gordon Ramsay au Trianon ») et un spa « Guerlain » de 2 800 m2 avec piscine, sauna, hammam et salle de fitness. L'hôtel dispose également de salles pour réunions et événements, dont le « salon historique Clemenceau ».

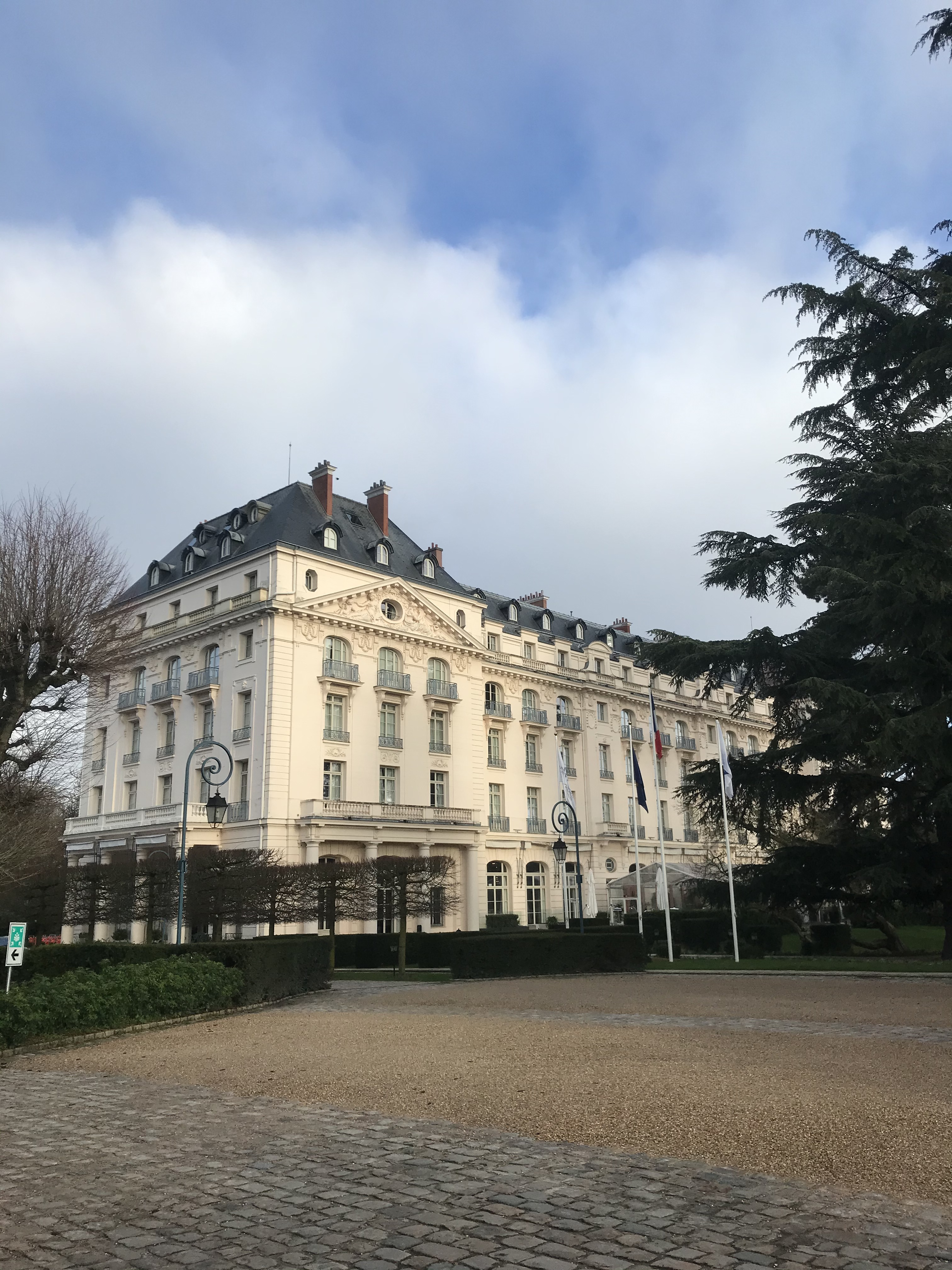
L'hôtel vu...
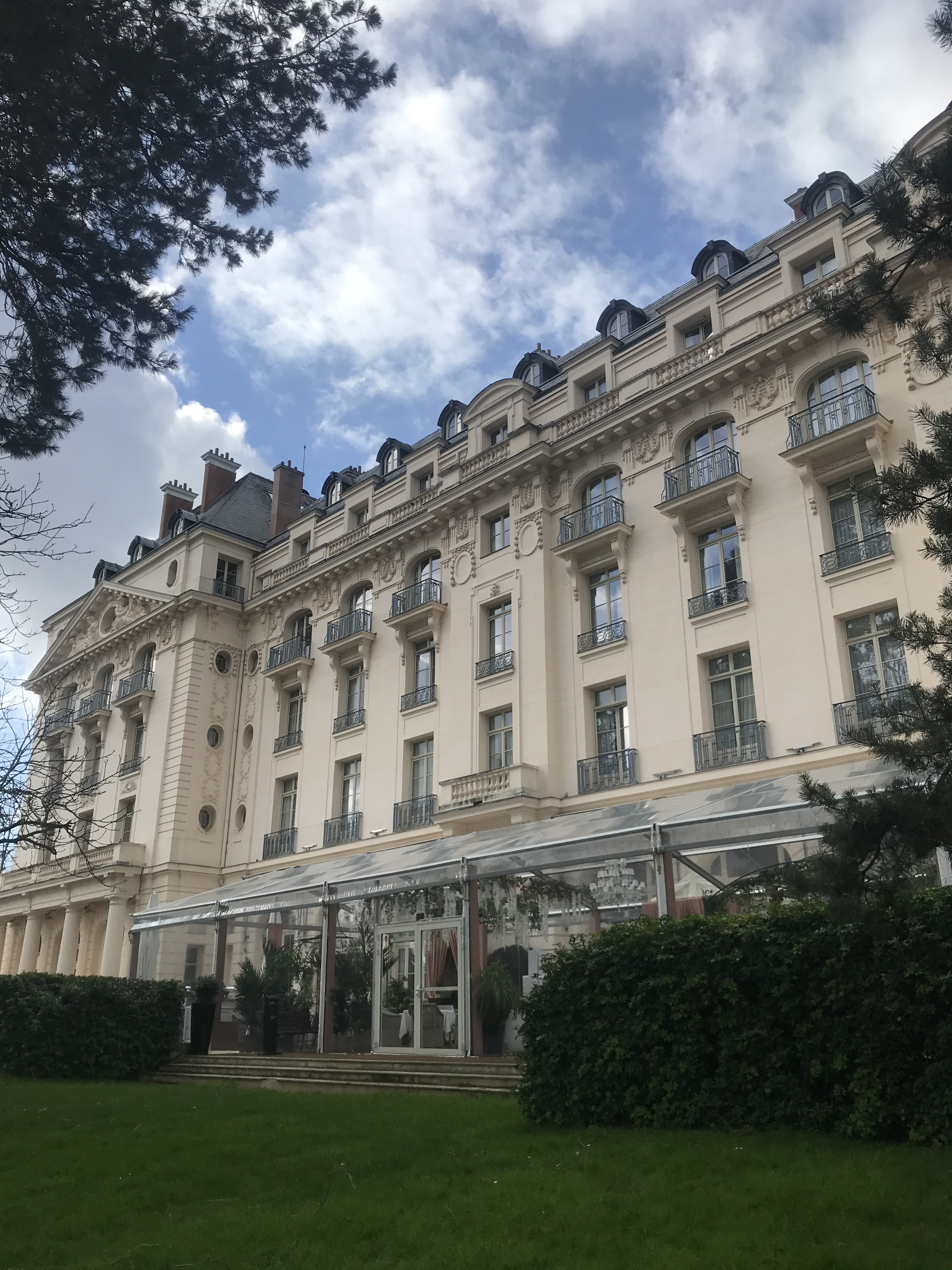
... du parc.
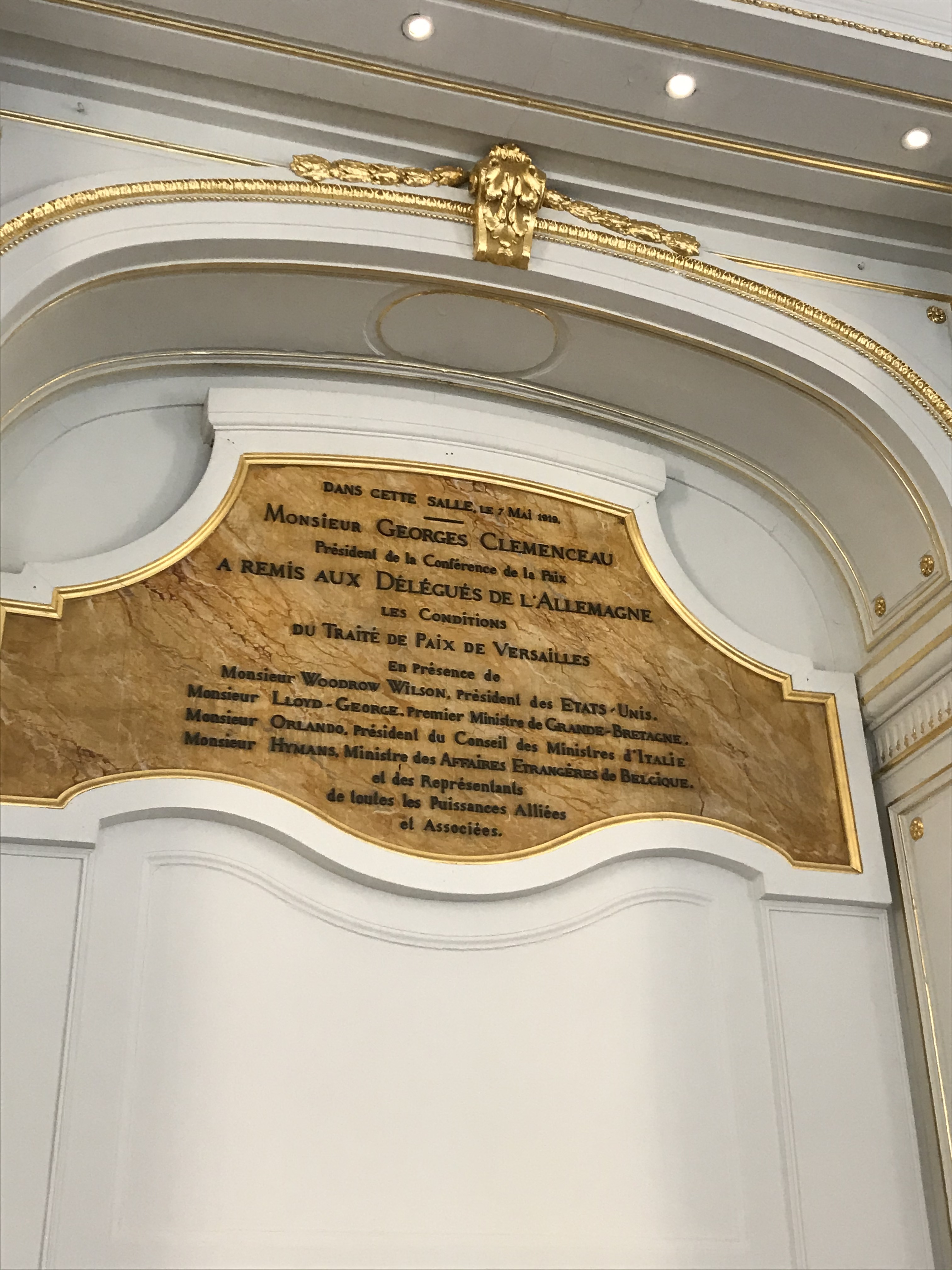
La plaque commémorative du « salon Clemenceau ».
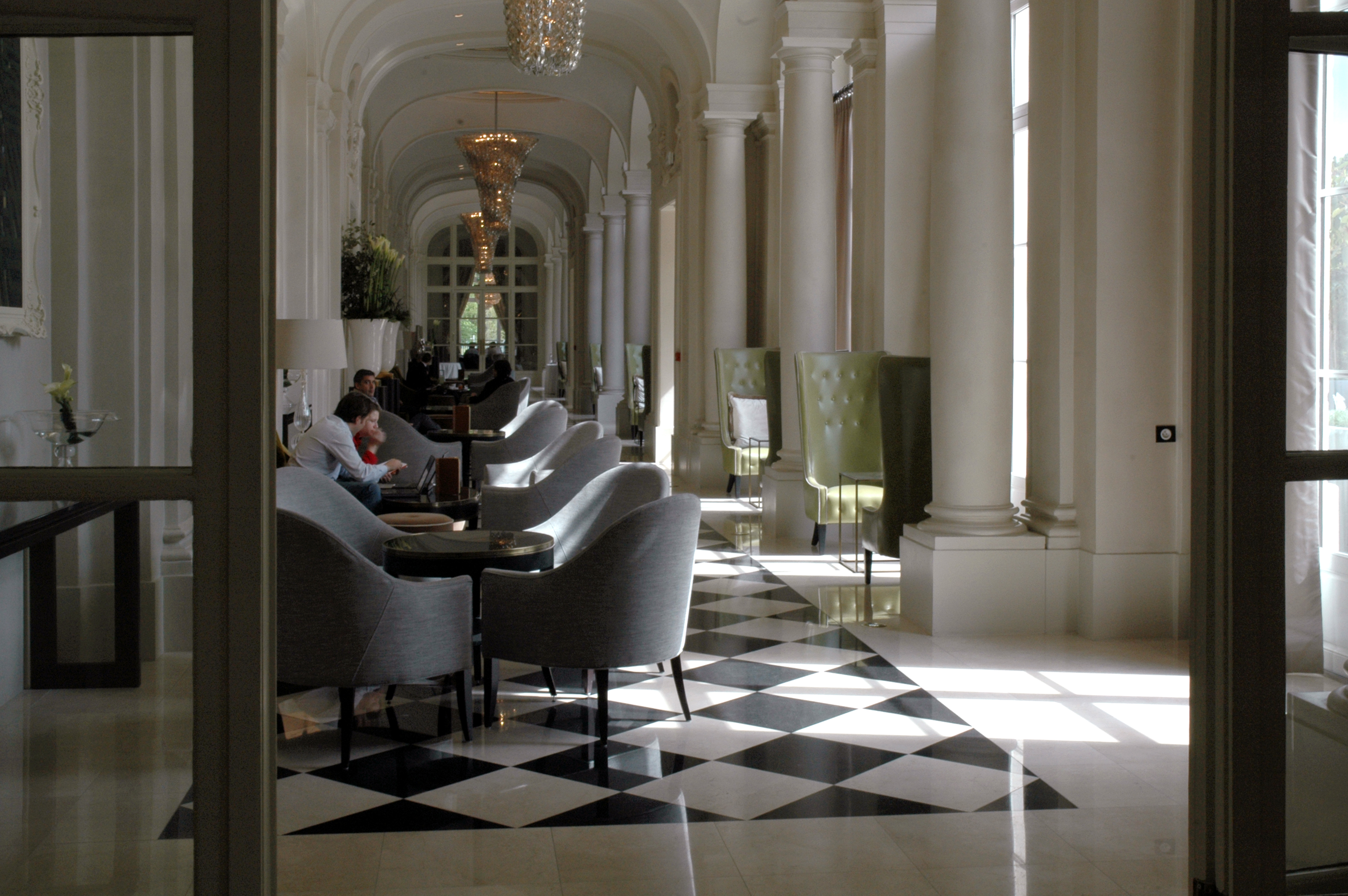
À l'intérieur.
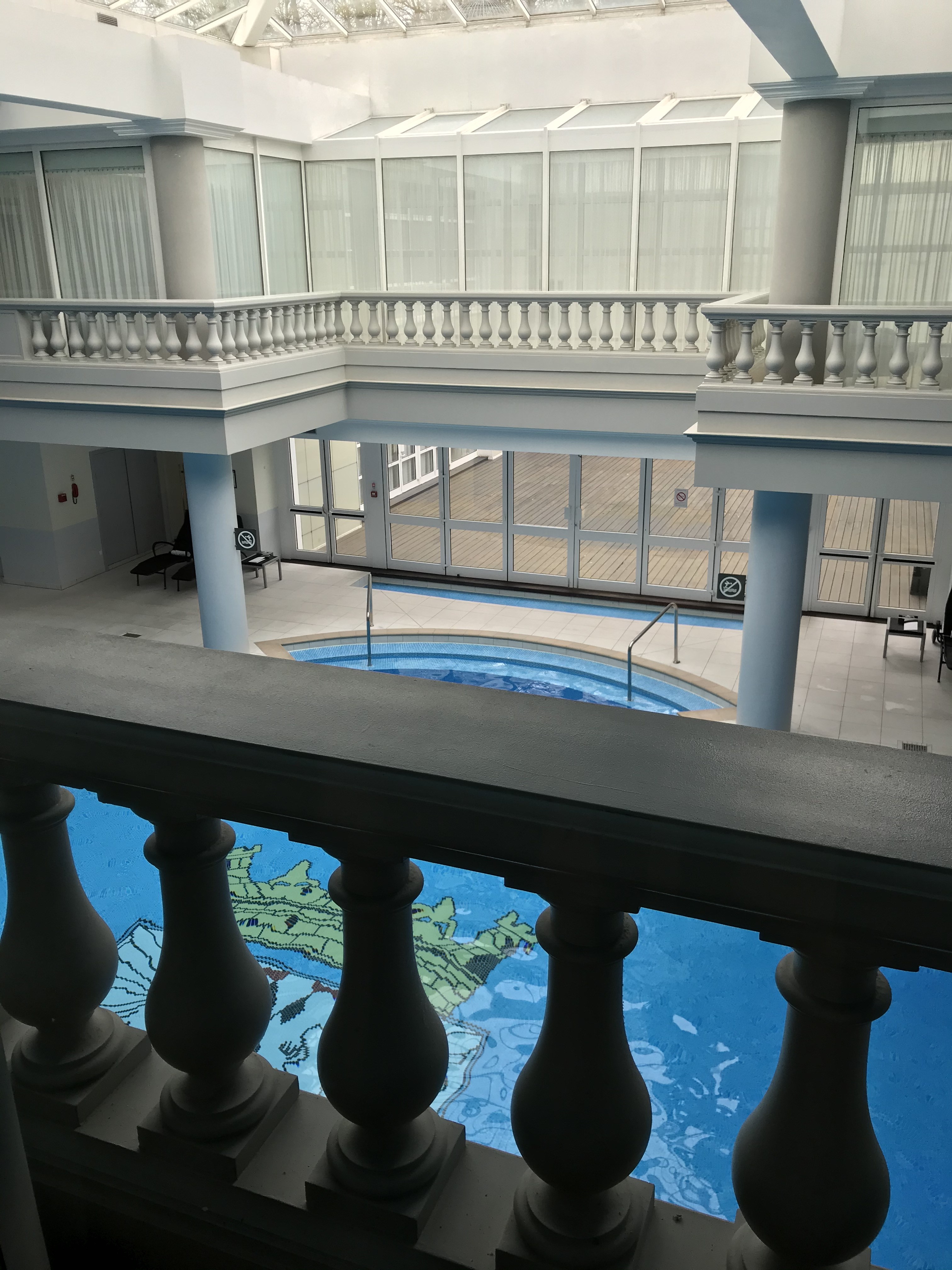
Le spa « Guerlain ».

## Descriptif
Le « Trianon Palace » est classé cinq étoiles, le « Pavillon du Trianon » quatre étoiles. Les chambres et suites ont été décorées en 2007 par l'architecte d'intérieur Fiona Thompson. L'établissement dispose de plusieurs restaurants et bars : le « Gordon Ramsay au Trianon », restaurant de cuisine française gastronomique, la brasserie « La Véranda » : brasserie et le « Bar de la galerie ».
Construit au début des années 1990 et réparti sur trois niveaux, le spa « Guerlain » s'étend sur 2 800 m2. Il comprend une piscine intérieure chauffée de 200 m2, des cabines de soins, un sauna, un hammam, deux salles de fitness, un studio de yoga et deux courts de tennis.
Des espaces variés et modulables sont proposés pour les réunions et événements, dont le « salon Clemenceau » haut de 6 mètres, à lustres et décors dorés. Il s'ouvre sur une terrasse qui donne sur les jardins de l'hôtel. Le traité de Versailles y a été élaboré en présence du chef du gouvernement français Georges Clemenceau.

## Histoire

### Création
En 1907, l'entrepreneur Weill Martignan projette la construction d'un hôtel de luxe à Versailles, financé par la société du Trianon Palace Hôtel. À cette fin, un terrain de trois hectares est acheté à proximité du Trianon, terrain qui accueillait un ancien couvent de capucins. L’architecte René Sergent est chargé de dresser les plans du nouveau bâtiment. Il comprend une charpente métallique et une façade en maçonnerie de pierre classique. L'inauguration a lieu le 1er mai 1910. Il est fréquenté par plusieurs personnalités, comme la comédienne Sarah Bernhardt, l'écrivain Marcel Proust ou encore l'aviateur Alberto Santos-Dumont.

### D'une guerre à l'autre
En 1911, le poète et homme politique italien Gabriele d'Annunzio organise un banquet de 300 personnes dans la grande salle de l’hôtel. D’une superficie de 300 mètres carrés, elle est connue sous le nom « salon Clemenceau ». Ce nom provient de son utilisation au cours du premier conflit mondial : en 1917, il avait accueilli le siège du conseil de guerre permanent du Comité militaire interallié, alors qu’une autre partie de l'hôtel abritait un hôpital provisoire pour les troupes britanniques. Et le 7 mai 1919, c'est dans la grande salle qu’est préparé le traité de Versailles, le président du Conseil Georges Clemenceau représentant la France. Une plaque figure aujourd’hui dans le salon Clemenceau en référence à ces événements. « Dans cette salle, le 7 mai 1919, Monsieur Georges Clemenceau, président de la Conférence de la Paix, a remis aux délégués de l'Allemagne les conditions du traité de paix de Versailles en présence de Monsieur Woodrow Wilson, président des États-Unis, Monsieur Lloyd-George, Premier ministre de Grande Bretagne, Monsieur Orlando, président du Conseil des ministres d'Italie, Monsieur Hymans, ministre des Affaires étrangères de Belgique, et des représentants de toutes les puissances alliées et associées ».
Une fois la paix revenue, l'hôtel rouvre. Il accueille notamment l'industriel André Citroën, le joueur de tennis Jean Borotra, les écrivains Paul Valéry et Sacha Guitry, l'actrice Marlene Dietrich, ou encore les hommes d'affaires John Davison Rockefeller et J. Paul Getty. De riches touristes américains en font également un lieu de prédilection. Une navette fait trois fois par jour l’aller-retour entre l'hôtel et la place de la Concorde, à Paris, afin de transporter les nouveaux clients.
Au début de la Seconde Guerre mondiale, en 1939, le sous-sol de l'hôtel est occupé par les bureaux parisiens de la Royal Air Force. En 1940, sous l'Occupation allemande, le ministre de l'Air Hermann Goering y base l'état-major de la Luftwaffe et y reçoit Adolf Hitler. En septembre 1944, le commandement allié (le SHAEF) s'installe à l'hôtel pendant plusieurs mois. Les généraux Dwight Eisenhower, George Patton, Omar Bradley, Bernard Montgomery et Charles de Gaulle y tiennent des réunions,.

### Depuis 1946
Rénové, l'hôtel rouvre en 1946. Parmi les hôtes de marque fréquentant l'établissement, on compte l'Aga Khan, la reine Élisabeth II, le roi du Maroc, le roi Hussein de Jordanie, les écrivains François Mauriac et Henri Bernstein, les chanteurs Jacques Brel et Tino Rossi ou encore les acteurs Jean Gabin et Jeanne Moreau.
Racheté en 1990 par une compagnie étrangère, l'hôtel est à nouveau rénové, agrandi du « Pavillon du Trianon », d'un centre de conférences et du spa. En 2007, l'architecte d'intérieur britannique Fiona Thompson renouvelles les espaces et la décoration : des millions d’euros sont investis.

## Propriétaires de l'établissement
Aujourd'hui appelé Waldorf Astoria Versailles - Trianon Palace du groupe hôtelier Hilton Hotels & Resorts, l'établissement est depuis 2014 la propriété de la Financière immobilière bordelaise de Michel Ohayon.